# Upper Avon
De Upper Avon, vaak gewoon Avon genoemd, is een 136 km lange rivier in Engeland, die door de graafschappen Northamptonshire, Warwickshire, Worcestershire en Gloucestershire naar de Midlands stroomt. De rivier staat ook bekend als Warwickshire Avon of Shakespeare's Avon.
De Avon ontspringt in het noorden van Northamptonshire nabij het dorp Naseby. In de eerste kilometers vormt de Avon de grens tussen Northamptonshire en Leicestershire. Vervolgens stroomt de Avon in westelijke richting langs de Cotswolds, door Rugby, Leamington Spa, Stratford-upon-Avon en Pershore. In Tewkesbury stroomt de Avon in de Severn.